# شصت و یکمین دوره جوایز اسکار
شصت و یکمین دوره مراسم اعطای جوایز اسکار (انگلیسی: 61st Academy Awards) در تاریخ ۲۹ مارس ۱۹۸۹ در Shrine Auditorium لوس آنجلس برگزار شد. در این مراسم بهترین فیلم‌های سال ۱۹۸۸ به انتخاب آکادمی علوم و هنرهای تصاویر متحرک جایزه گرفتند.
جری ساینفلد مجری این مراسم بود

## جوایز

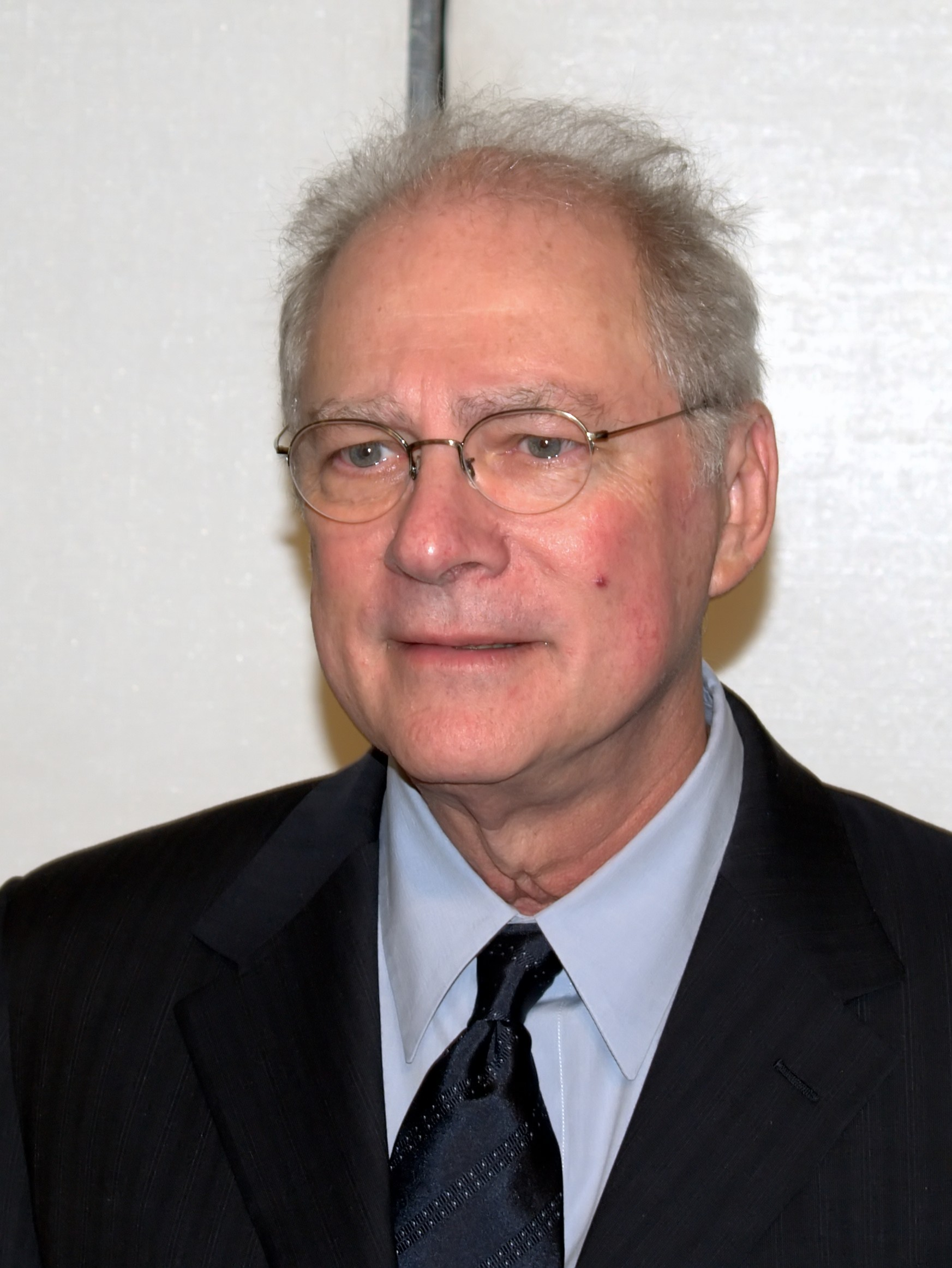
بری لوینسون، برنده بهترین کارگردانی

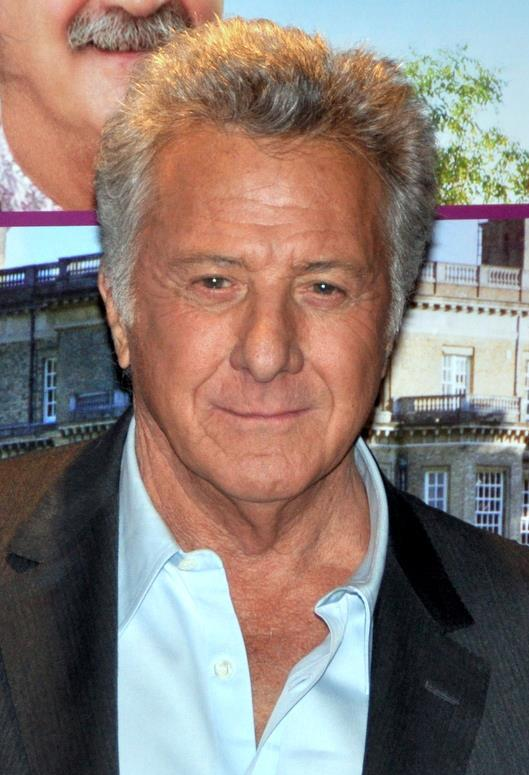
داستین هافمن، برنده بهترین بازیگر نقش اول مرد

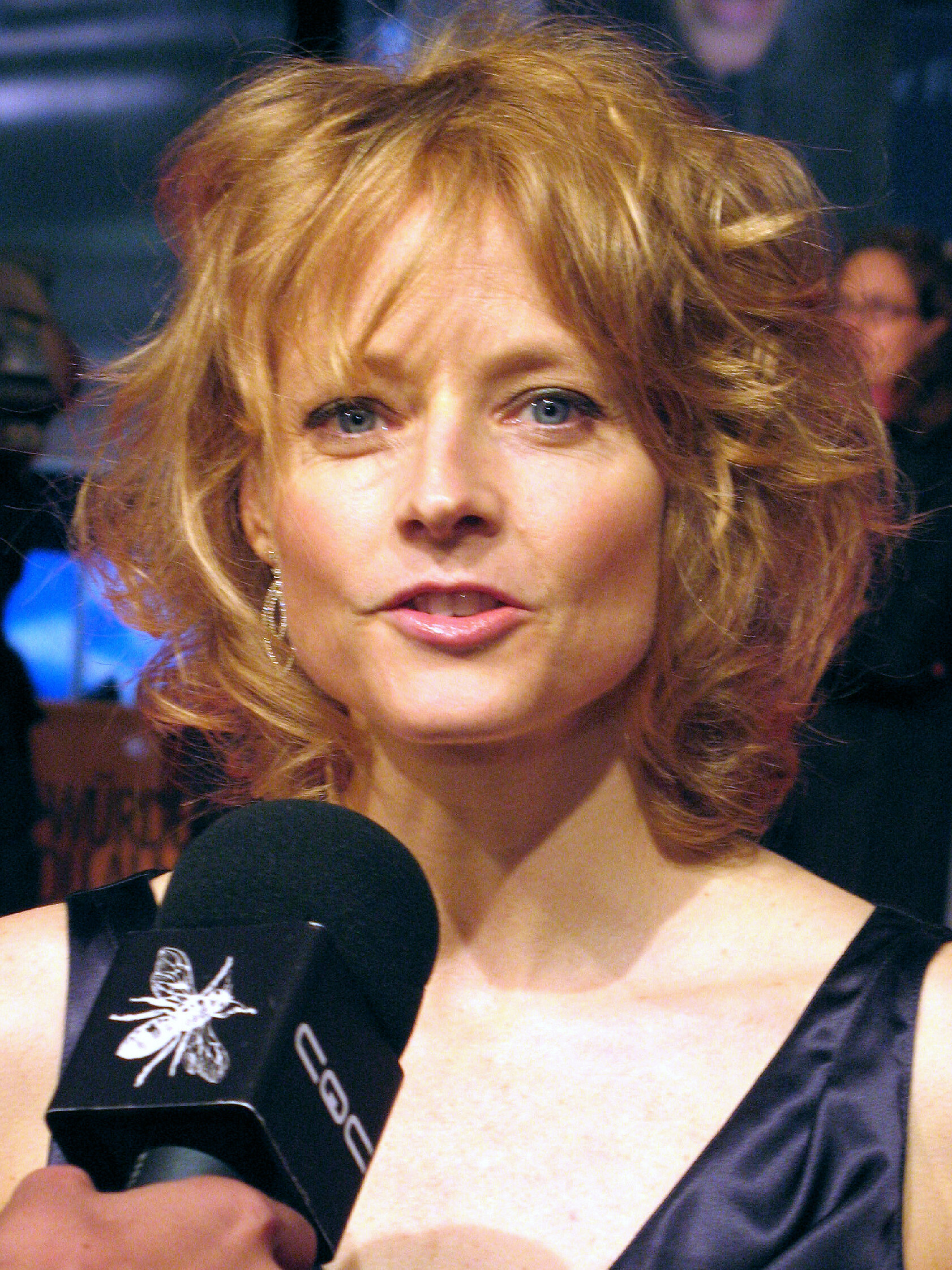
جودی فاستر، برنده بهترین بازیگر نقش اول زن

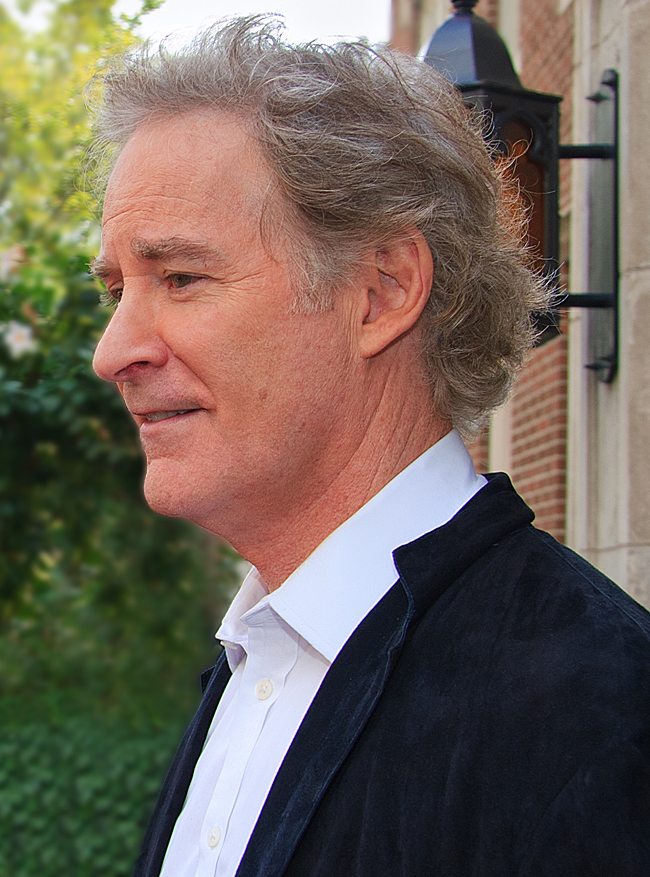
کوین کلاین، برنده بهترین بازیگر نقش مکمل مرد

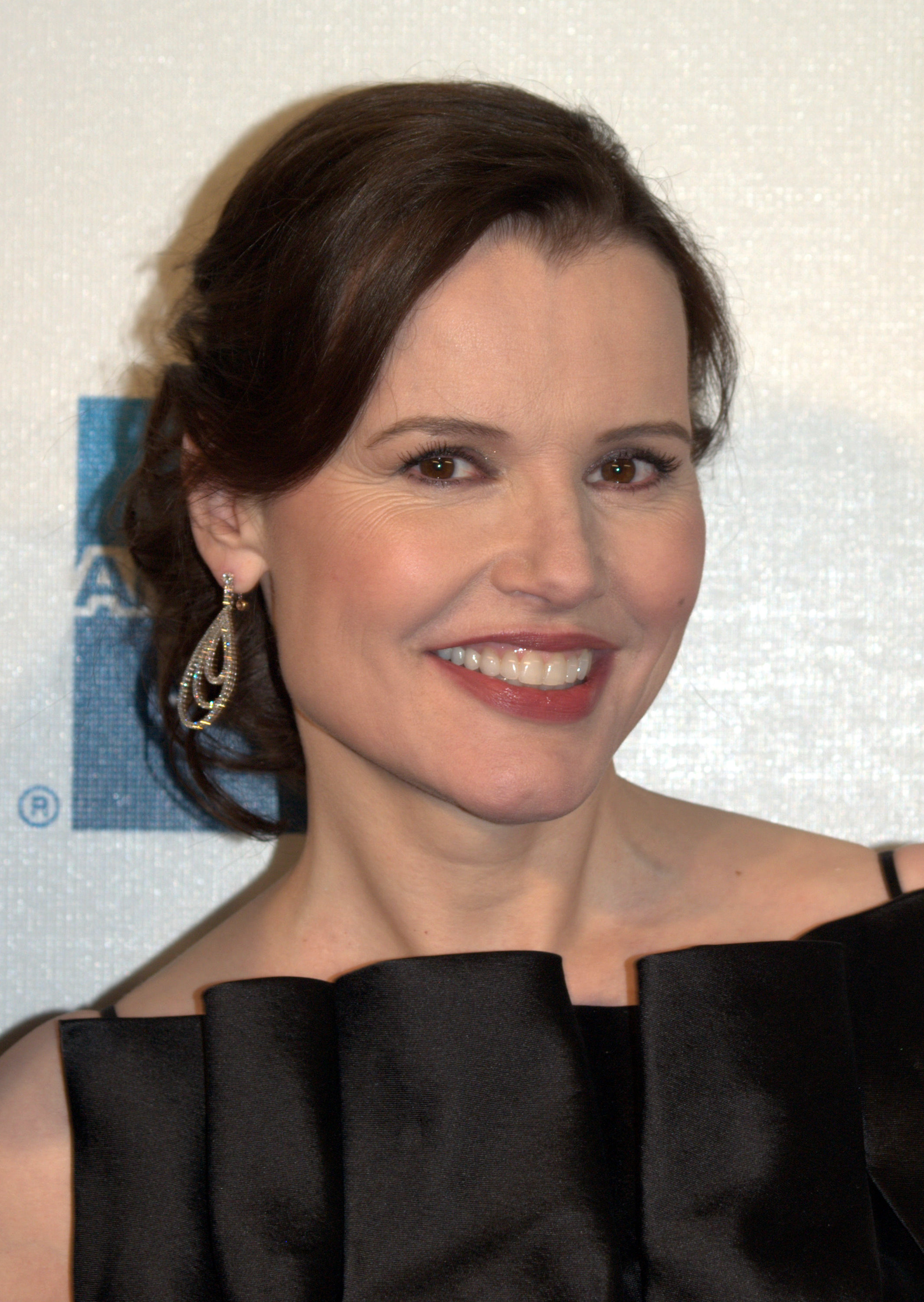
جینا دیویس، برنده بهترین بازیگر نقش مکمل زن

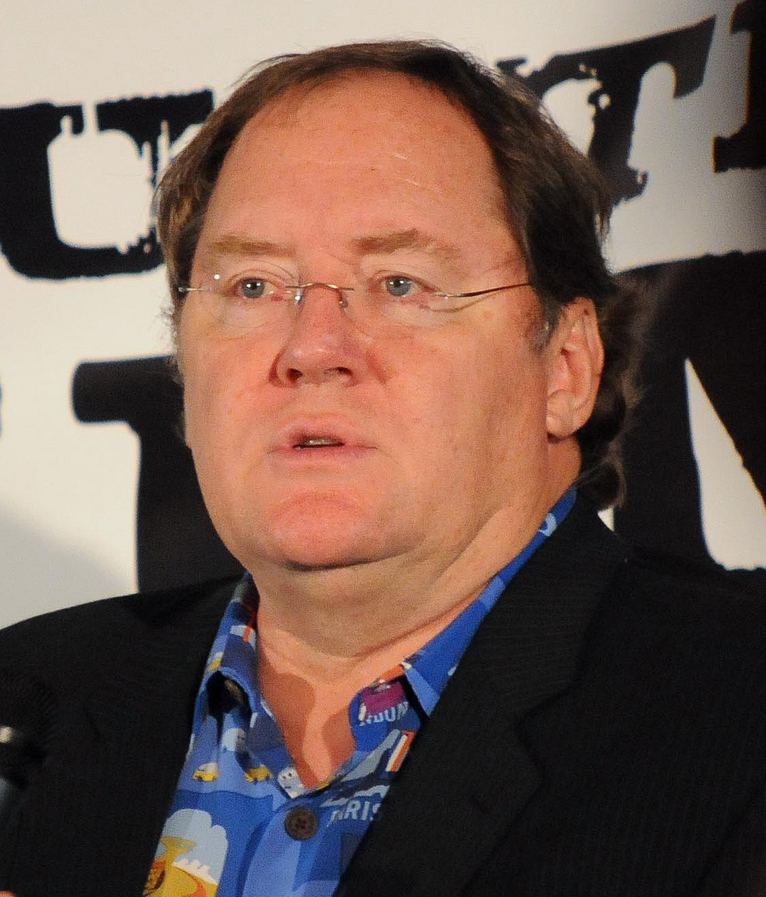
جان لستر، Best Animated Short Film co-winner

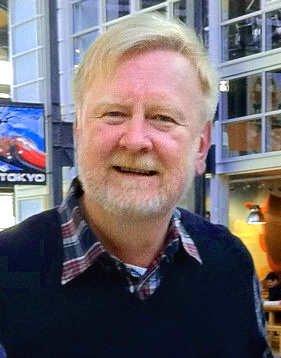
William Reeves, Best Animated Short Film co-winner

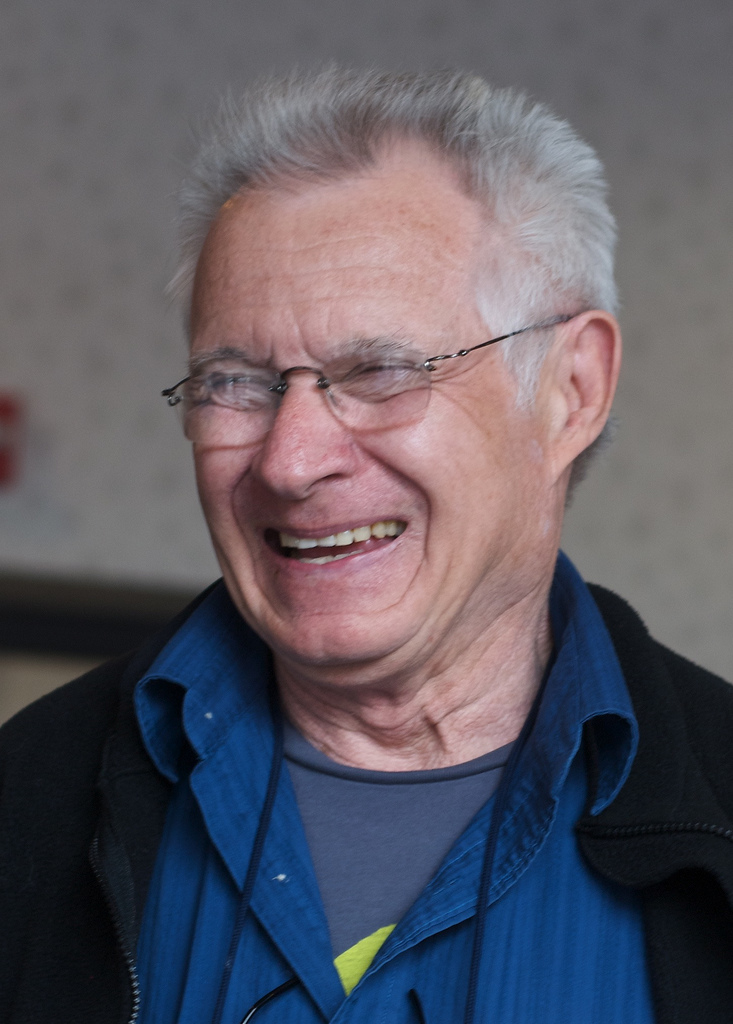
دیو گروسین، Best Original Score winner

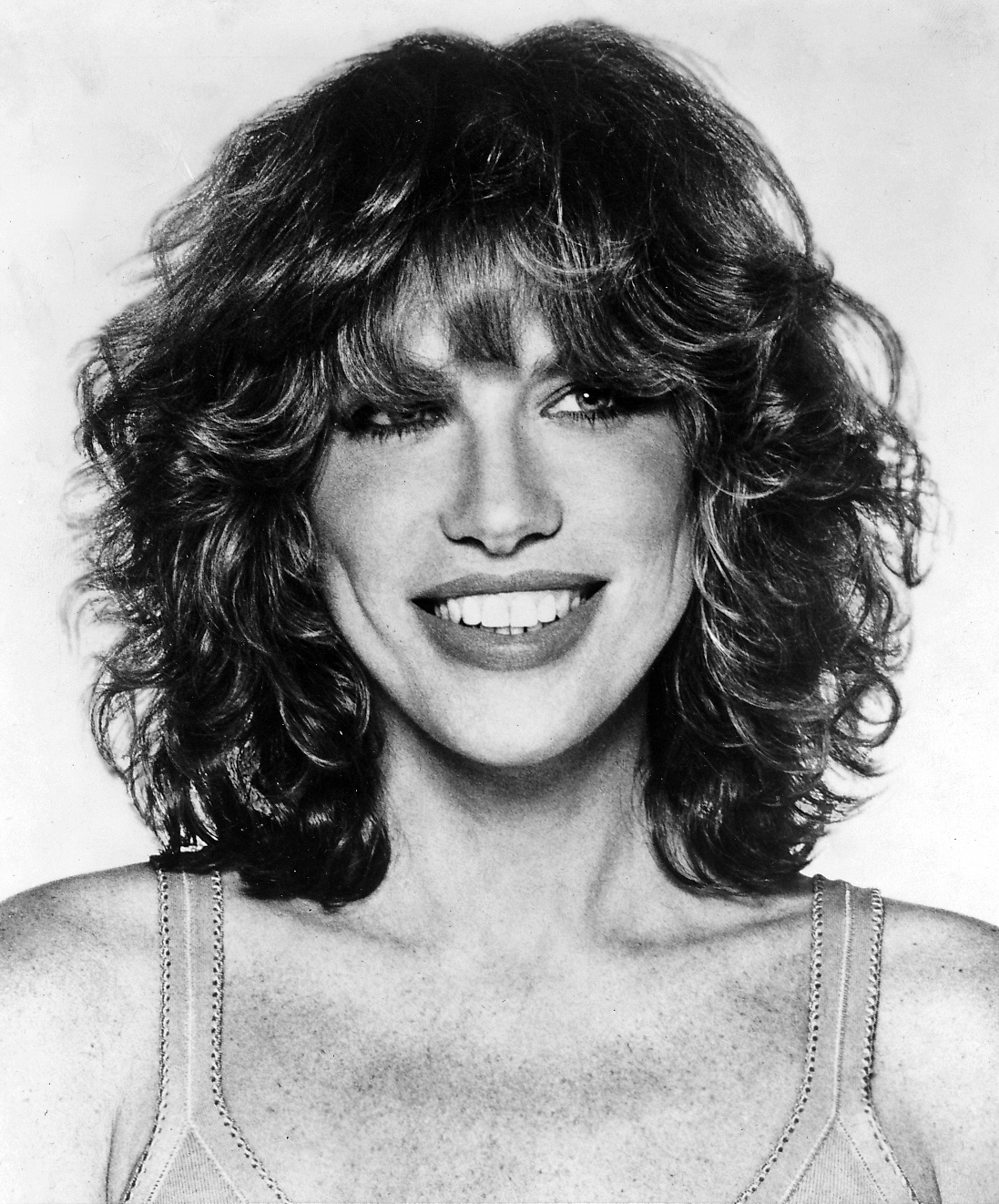
کارلی سایمون، Best Original Song winner

Winners are listed first and indicated with double dagger ()
| جایزه اسکار بهترین فیلم - مرد بارانی – مارک جانسون - جهانگرد اتفاقی – لارنس کاسدان، Charles Okun, و Michael Grillo - روابط خطرناک – Norma Heyman و هانک مونجین - میسیسیپی می‌سوزد – Frederick M. Zollo و Robert F. Colesberry - دختر شاغل – داگلاس ویک | جایزه اسکار بهترین کارگردانی - بری لوینسون – مرد بارانی - چارلز کریچتون – ماهی به نام وندا - مارتین اسکورسیزی – آخرین وسوسه مسیح - آلن پارکر – میسیسیپی می‌سوزد - مایک نیکولز – دختر شاغل |
| جایزه اسکار بهترین بازیگر نقش اول مرد - داستین هافمن – مرد بارانی در نقش Raymond "Rain Man" Babbit - جین هکمن – میسیسیپی می‌سوزد در نقش Agent Rupert Anderson - تام هنکس – بزرگ در نقش Josh Baskin - ادوارد جیمز آلموس – بایست و تحویل بده در نقش Jaime Escalante - ماکس فون سیدو – پله فاتح در نقش Lassefar | جایزه اسکار بهترین بازیگر نقش اول زن - جودی فاستر – متهم در نقش Sarah Tobias - گلن کلوز – روابط خطرناک در نقش Marquise Isabelle de Merteuil - ملانی گریفیث – دختر شاغل در نقش Tess McGill - مریل استریپ – فریادی در تاریکی در نقش Lindy Chamberlain - سیگورنی ویور – گوریل‌ها در مه در نقش دایان فوسی |
| جایزه اسکار بهترین بازیگر نقش مکمل مرد - کوین کلاین - ماهی به نام وندا as Otto West - الک گینس - دوریت کوچک در نقش William Dorrit - مارتین لاندو - Tucker: The Man و His Dream در نقش Abe Karatz - ریور فینیکس – Running on Empty در نقش Danny Pope - دین استاکول – هم پیمان با ازدحام در نقش Tony "The Tiger" Russo | جایزه اسکار بهترین بازیگر نقش مکمل زن - جینا دیویس – جهانگرد اتفاقی در نقش Muriel Pritchett - جون کیوسک – دختر شاغل در نقش Cyn - فرانسیس مک‌دورمند – میسیسیپی می‌سوزد در نقش Mrs. Pell - میشل فایفر – روابط خطرناک در نقش Madame Marie de Tourvel - سیگورنی ویور – دختر شاغل در نقش Katharine Parker |
| جایزه اسکار بهترین فیلم‌نامه غیراقتباسی - مرد بارانی – رانالد بس و بری مارو - بزرگ – گری راس و آن اسپیلبرگ - بول دورهام – ران شلتون - ماهی به نام وندا – جان کلیز و چارلز کریچتون - Running on Empty – Naomi Foner | جایزه اسکار بهترین فیلم‌نامه اقتباسی - روابط خطرناک – کریستوفر همپتون from Les Liaisons Dangereuses by کریستوفر همپتون و Les Liaisons Dangereuses by پیر-آمبرواز شودرلو دو لاکلو - جهانگرد اتفاقی – Frank Galati و لارنس کاسدان from The Accidental Tourist by آن تیلر - گوریل‌ها در مه – Anna Hamilton Phelan و Tab Murphy from an article by Harold T.P. Hayes - دوریت کوچک – Christine Edzard from دوریت کوچک by چارلز دیکنز - سبکی تحمل‌ناپذیر هستی – ژان-کلود کریر و فیلیپ کافمن from سبکی تحمل‌ناپذیر هستی by میلان کوندرا |
| جایزه اسکار بهترین فیلم خارجی‌زبان - پله فاتح (Denmark) in زبان دانمارکی–- بیله آگوست - Hanussen (Hungary) in زبان مجاری – ایشتوان سابو - The Music Teacher (Belgium) in زبان آلمانی – Gérard Corbiau - سلام بمبئی (India) زبان هندی – میرا نایر - زنان در آستانه فروپاشی عصبی (Spain) in زبان اسپانیایی – پدرو آلمودوار | جایزه اسکار بهترین تدوین - چه کسی برای راجر رابیت پاپوش دوخت؟ – آرتور اشمیت - جان‌سخت – فرانک جی. اوریوست و John Link - میسیسیپی می‌سوزد – جری همبلینگ - مرد بارانی – استو لیندر - گوریل‌ها در مه – استوارت برد |
| Best Documentary Feature - هتل ترمینوس: زندگی و زمانه کلاوس باربی – مارسل افولس - The Cry of Reason: Beyers Naude – An Afrikaner Speaks Out – Robert Bilheimer و Ronald Mix - Let's Get Lost – بروس وبر و Nan Bush - Promises to Keep – Ginny Durrin - Who Killed Vincent Chin? – Renee Tajima و Christine Choy | Best Documentary Short - You Don't Have to Die – William Guttentag و Malcolm Clarke - The Children's Storefront – Karen Goodman, Producer - Family Gathering – Lise Yasui و Ann Tegnell, Producers - Gang Cops – Thomas B. Fleming و Daniel J. Marks, Producers - Portrait of Imogen – Nancy Hale و Meg Partridge, Producers |
| جایزه اسکار بهترین فیلم کوتاه - قرار ملاقات‌های دنیس جنینگز – دین پاریزو و استیون رایت - Cadillac Dreams – Matia Karrell و Abbee Goldstein - Gullah Tales – George deGolian و Gary Moss | جایزه اسکار بهترین پویانمایی کوتاه - اسباب‌بازی فلزی – جان لستر و William Reeves - The Cat Came Back – Cordell Barker - Technological Threat – Bill Kroyer و Brian Jennings |
| جایزه اسکار بهترین موسیقی فیلم - The Milagro Beanfield War – دیو گروسین - جهانگرد اتفاقی – جان ویلیامز - روابط خطرناک – جرج فنتون - گوریل‌ها در مه – موریس ژار - مرد بارانی – هانس زیمر | جایزه اسکار بهترین ترانه - "Let the River Run" from دختر شاغل – Music و ترانه اثر کارلی سایمون - "Calling You" from کافه بغداد - Music و ترانه اثر Bob Telson - "Two Hearts" from Buster – موسیقی اثر لمانت دوزیر; ترانه اثر فیل کالینز |
| Best Sound - پرنده – Les Fresholtz, Rick Alexander, Vern Poore و Willie D. Burton - جان‌سخت – Don J. Bassman, Kevin F. Cleary, Richard Overton و Al Overton, Jr. - گوریل‌ها در مه – Andy Nelson, Brian Saunders و Peter Handford - چه کسی برای راجر رابیت پاپوش دوخت؟ – Robert Knudson, John Boyd, Don Digirolamo و Tony Dawe - میسیسیپی می‌سوزد – Robert J. Litt, الیوت تایسون, Rick Kline و Danny Michael                               | Best Sound Effects Editing - چه کسی برای راجر رابیت پاپوش دوخت؟ – Charles L. Campbell, Louis Edemann - جان‌سخت – Stephen Hunter Flick, Richard Shorr - بید – بن برت, ریچارد هیمنز |
| Best Art Direction - روابط خطرناک – Art Direction: Stuart Craig; Set Decoration: Gérard James - ساحل‌ها – Art Direction: Albert Brenner; Set Decoration: Garrett Lewis - مرد بارانی – Art Direction: Ida Random; Set Decoration: Linda DeScenna - تاکر: مردی در رویاهای خود – Art Direction: دین تاوولاریس; Set Decoration: Armin Ganz - چه کسی برای راجر رابیت پاپوش دوخت؟ – Art Direction: Elliot Scott; Set Decoration: Peter Howitt | جایزه اسکار بهترین فیلمبرداری - میسیسیپی می‌سوزد – پیتر بیزیو - مرد بارانی – جان سیل - Tequila Sunrise – کنراد هال - سبکی تحمل‌ناپذیر هستی – سون نیکویست - چه کسی برای راجر رابیت پاپوش دوخت؟ – دین کندی |
| Best Makeup - بیتل‌جوس – Ve Neill, Steve LaPorte و Robert Short - سفر به آمریکا – ریک بیکر - Scrooged – Tom Burman and Bari Dreiband-Burman | Best Costume Design - روابط خطرناک – جیمز اچیسون - سفر به آمریکا – Deborah Nadoolman Landis - A Handful of Dust – Jane Robinson - شامگاه – Patricia Norris - تاکر: مردی در رویاهای خود – میلنا کانونرو |
| جایزه اسکار بهترین جلوه‌های تصویری - چه کسی برای راجر رابیت پاپوش دوخت؟ – Ken Ralston, ریچارد ویلیامز، Ed Jones and George Gibbs - جان‌سخت – Richard Edlund, Al DiSarro, Brent Boates and Thaine Morris - بید – Dennis Muren, Michael J. McAlister, فیل تیپت and Chris Evans | |

## جوایز اسکار افتخاری
- هیئت ملی فیلم کانادا[۲]
- ایستمن کداک[۳]

## جایزه دستاورد ویژه
- ریچارد ویلیامز
  - "برای کارگردانی پویانمایی چه کسی برای راجر رابیت پاپوش دوخت؟".[۴]

## Films with multiple nominations and wins
| نامزدی‌ها | فیلم                               |
| -------- | ---------------------------------- |
| 8        | مرد بارانی                         |
| ۷        | روابط خطرناک                       |
| ۷        | میسیسیپی می‌سوزد                    |
| ۷        | چه کسی برای راجر رابیت پاپوش دوخت؟ |
| 6        | دختر شاغل                          |
| 5        | گوریل‌ها در مه                      |
| ۴        | The Accidental Tourist             |
| ۴        | جان‌سخت                             |
| ۳        | ماهی به نام وندا                   |
| ۳        | تاکر: مردی در رویاهای خود          |
| ۲        | بزرگ                               |
| ۲        | سفر به آمریکا                      |
| ۲        | دوریت کوچک                         |
| ۲        | پله فاتح                           |
| ۲        | Running on Empty                   |
| ۲        | سبکی تحمل‌ناپذیر هستی               |
| ۲        | بید                                |

| جوایز | فیلم                               |
| ----- | ---------------------------------- |
| ۴     | مرد بارانی                         |
| ۴     | چه کسی برای راجر رابیت پاپوش دوخت؟ |
| 3     | روابط خطرناک                       |